# Candy (canción de Kumi Kōda)
«Candy feat. Mr. Blistah» es el sencillo n.º 25 lanzado por la cantante japonesa Kumi Kōda en colaboración con el rapero también japonés Mr. Blistah, el 18 de enero del 2006.

## Portada
La portada de este sencillo esta vez representa al país de Egipto (África). El color que lo representa es el naranja

## Video musical
En el trabajo visual de "Candy" se muestra a una princesa de las nubes, la cual es llamada sólo como Princesa Kumi, quién se había aburrido de todos los placeres. En este momento es cuando llega el Príncipe Blistah, quién tratará de resolver su problema (todo esto es narrado en inglés al comienzo del video). En el transcurso del video Blistah llega a Kumi varios obsequios, entre los que se encuentran tres cajas, una que contiene un fuego rojo, otra un fuego azul, y otra, finalmente, al amor. Finalmente la Princesa Kumi logra ser liberada del dragón, quién era finalmente el perro (en la vida real) de Kumi Koda. La Princesa finalmente queda libre, y la leyenda al final de la canción cuenta que se dirige hacia la tierra, en busca de amor y pasión (la continuación de este video es el video de "Someday", aunque no tiene relación con la historia de Wish your happiness and love que está ligada a otros videos musicales de esta gama de 12 sencillos.

## Curiosidad
Este video se puede observar en rotación en el canal ANIMAX. Se puede ver en el segmento ANIMEDIA, el cual trató de lo último de la música, anime, cultura electrónica japonesa. El video puede ser difícil de ver, ya que solo muestran un video en el segmento.

## Canciones
1. Candy feat.Mr. Blistah
2. Candy feat.Mr. Blistah (Instrumental)

- Datos: Q2936321